# Лос-Лагос (регіон)
Лос-Лагос (повна назва X Регіон Лос-Лагос, ісп. X Región de Los Lagos — «регіон озер») — регіон (найбільша одиниця адміністративного поділу) Чилі. На території регіону розташований другий за розміром острів країни, Чилое, і друге за розміром озеро, Ллянкіуе. Складається з чотирьох провінцій, столиця — місто Пуерто-Монтт. Інші важливі міста: Осорно, Кастро, Анкуд і Пуерто-Варас.
| Чилі | Це незавершена стаття з географії Чилі. Ви можете допомогти проєкту, виправивши або дописавши її. |